# Лимон
Лимо́н, цитри́на або лимо́нне де́рево (Citrus × limon) — вид невеликого вічнозеленого дерева з роду цитрус (Citrus) родини квіткових рослин рутові (Rutaceae). Справжній лимон — це гібрид цитрона і гіркого апельсина. Також терміном «лимон» називають плід цього дерева. Його походження досі однозначно не встановлене, однак деякі дані свідчать про те, що лимони з'явилися в 1-му тисячолітті до н.е. на території сучасної північно-східної Індії. 
Плоди лимонного дерева використовуються в усьому світі, в першу чергу заради соку. М'якоть і шкірку використовують у кулінарії та випічці. Сік лимона містить близько 5—6 % лимонної кислоти, що надає йому характерного кислого смаку. Це робить його ключовим інгредієнтом напоїв і харчових продуктів, таких як лимонад і лимонний пиріг.
У 2022 році світове виробництво склало 22 мільйони тонн, на чолі з Індією з 18 % від загального обсягу.

## Назва
Назва лимон походить від малайського слова «лемо». В Індії цей плід має назву німу, а в Китаї лі-мунг, що означає «корисний для матерів». Також походження слова лимон може бути близькосхідним, від давньофранцузького limon, потім італійського limone, від арабського laymūn або līmūn і від перського līmūn, загального терміна для цитрусових, який є спорідненим із санскриту (nimbū, «лайм»).

## В історії та культурі

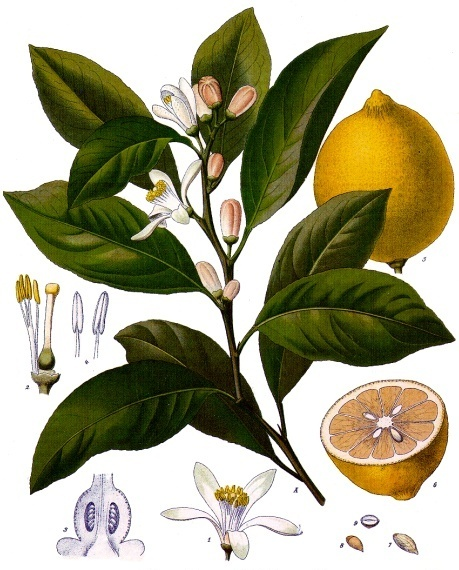
Таксономічна ілюстрація, 1897 р.

З наукової точки зору лимон є гібридом померанця та цитрона, схрещення між якими відбулося у північній М'янмі або ж індійському Ассамі. Звідти він потрапив до Китаю і далі на захід — до Середньої Азії та Ірану. У Південній і Південно-Східній Азії він був відомий своїми антисептичними властивостями, і його використовували як протиотруту[джерело?].
До Італії лимон вперше привезли в IV ст. до н. е., коли Палладій вивіз його з Мідії, але широкого застосування він в ті часи не набув.

З лимоном пов'язано декілька давніх легенд. Одна з них розповідає, як улюбленець одного з кавказьких царів Хосров потрапив у немилість. За наказом володаря його посадили до в'язниці, дозволивши вибирати їжу за своїм смаком. В'язень попросив давати йому тільки лимони, кажучи, що шкірка плодів і зерна корисні для серця, в м'якоті він знаходить їжу, а соком вгамовує спрагу. Інша легенда розповідає про те, як греки, захоплені кольором і ароматом лимона, вирішили обрати його емблемою для своїх веселощів у день свята, коли богиня Землі одержала звістку про шлюб Зевса з Герою. Відтоді його використовують у шлюбних церемоніях греків.

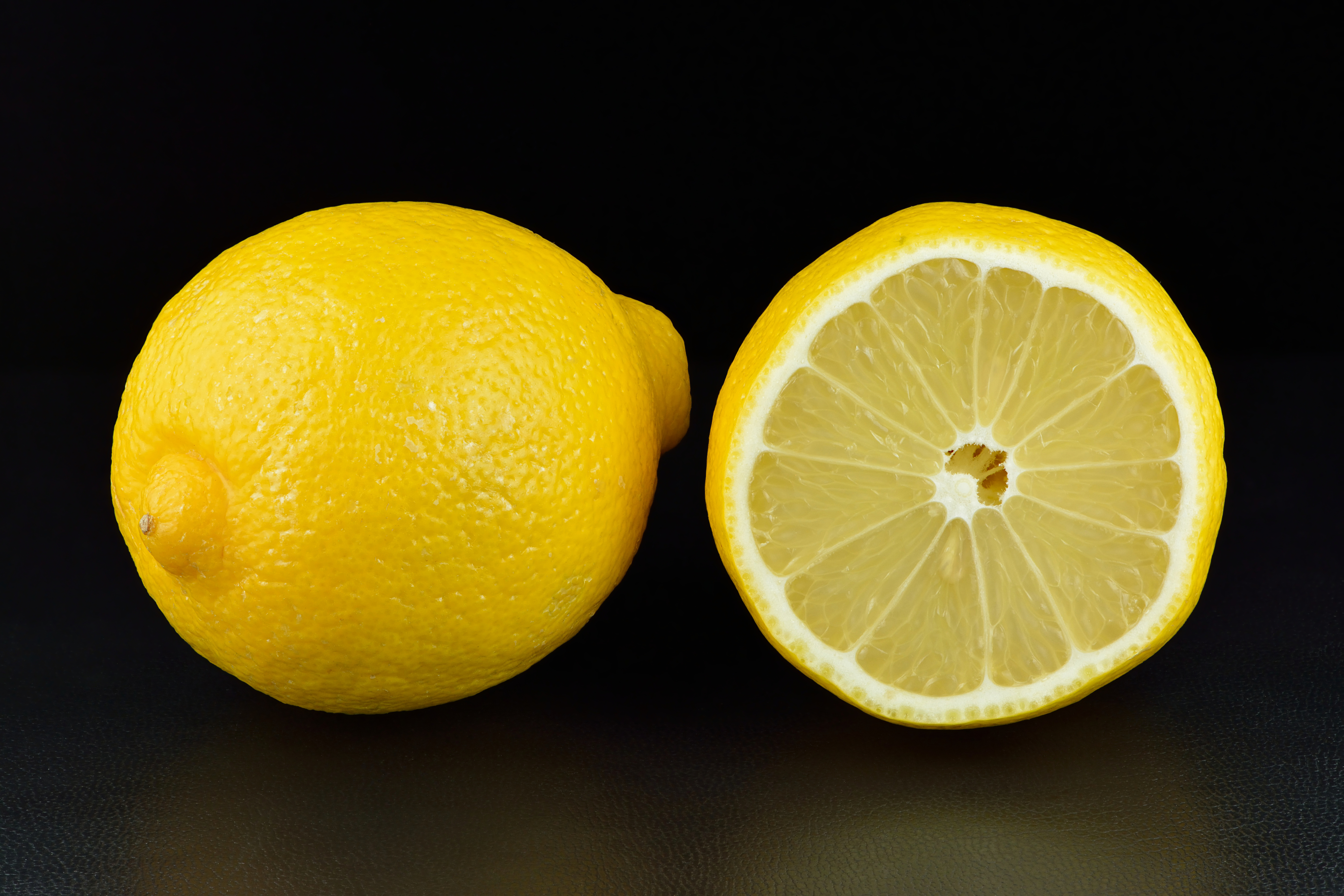
Плоди лимона

Спочатку найкориснішою частиною плоду лимона вважали зовсім не соковиту м'якоть, а кисло-гірку скоринку. Свіжу, терту і висушену її додавали до страв як прянощі. Лимонне дерево також використовували як декоративну рослину в садах.
Лише з VIII ст., після арабських завоювань і так званої «зеленої революції» доби Аббасидів лимони почали смакувати насамперед як фрукти. В цей час в Єгипті винайшли й лимонад — тобто суміш лимонного соку з цукром і водою, подібний до індійського німбу пані.
В літературі лимон вперше був відзначений в X сторіччі в арабському трактаті про сільське господарство[джерело?]. Не пізніше XI ст. лимони почали вирощувати на Сицилії, а потім в Іспанії, які в цей час були під владою мусульман. Згодом ці землі — разом з лимонними деревами — відвоювали християни. Перша згадка про вирощування лимонів у Генуї датована XV ст.
Христофор Колумб привіз насіння лимонів до Нового Світу в 1493 році, спочатку на Гаїті. Іспанське завоювання сприяло поширенню лимонних дерев цілою Америкою. Здебільшого лимон використовували у декоруванні та медицині. У 18 та 19 століттях лимони все частіше вирощують у Флориді та Каліфорнії, коли лимони стали використовувати в кулінарії та як смакові добавки.
Лимони, багаті на вітамін С, виявилися ефективним засобом для боротьби з цингою. Вперше це було доведено експериментальним шляхом у 1747 році Джеймсом Ліндом. Але лише коли контрадмірал Алан Гарднер наказав на своєму фрегаті «Суффолк» додавати матросам до традиційного грогу по 20 грамів лимонного соку і завдяки цьому зберіг екіпаж під час піврічного переходу до Індії, британське Адміралтейство вирішило, що з 1795 року усі кораблі мають брати з собою запас лимонів і з другого тижня плавання уся команда двічі на день має вживати по 30 грамів соку, до якого додавалася порція цукру. Завдяки цьому вже за десять років кількість хворих на цингу в госпіталях флоту зменшилася з тисяч до кількох осіб. Відтоді лимони увійшли до морського раціону назавжди.
За однією з версій сицилійська мафія народилася з банд рекетирів, які тероризували селян, що вирощували лимони на продаж за кордон, зокрема до Америки.

## Виробництво

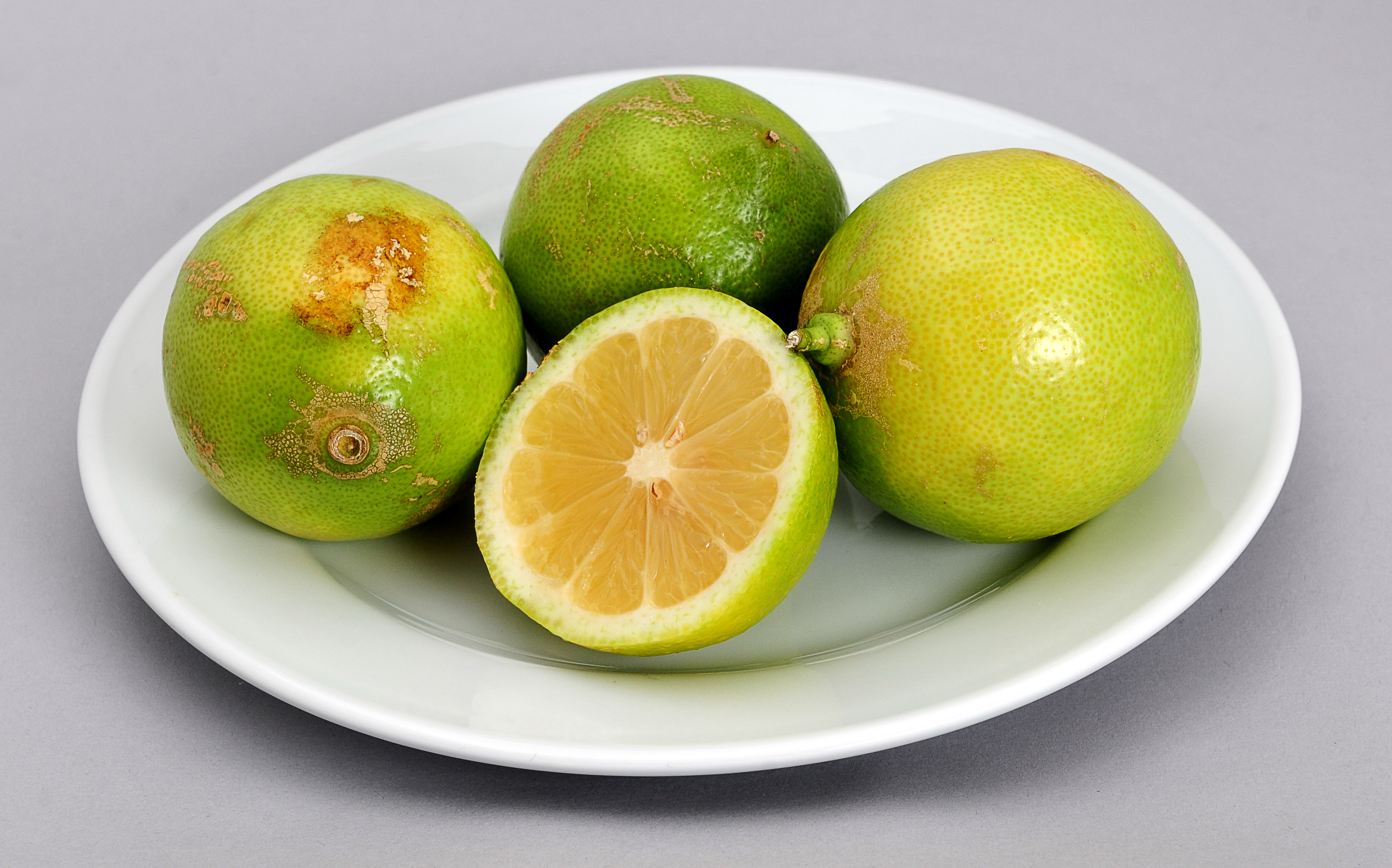
Лимони, вирощені за методами органічного землеробства

Індія займає першу позицію у списку із близько 18 % від загального обсягу лимона і лайма виробленого у світі, далі йдуть Мексика (~14,5 %), Аргентина (~10 %), Бразилія (~8 %) та Іспанія (~7 %).
| 10 найбільших виробників лимонів та лаймів у світі — 2007       | 10 найбільших виробників лимонів та лаймів у світі — 2007 |
| Країна                                                          | Виробництво (тонн)                                        |
| --------------------------------------------------------------- | --------------------------------------------------------- |
| Індія                                                           | 2,060,000F                                                |
| Мексика                                                         | 1,880,000F                                                |
| Аргентина                                                       | 1,260,000F                                                |
| Бразилія                                                        | 1,060,000F                                                |
| Іспанія                                                         | 880,000F                                                  |
| КНР                                                             | 745,100F                                                  |
| США                                                             | 722,000                                                   |
| Туреччина                                                       | 706,652                                                   |
| Іран                                                            | 615,000F                                                  |
| Італія                                                          | 546,584                                                   |
| У світі                                                         | 13,032,388F                                               |
| Без символу = офіційна цифра, F = оцінка ФАО; Джерело: FAOSTAT. |                                                           |

### Особливості вирощування

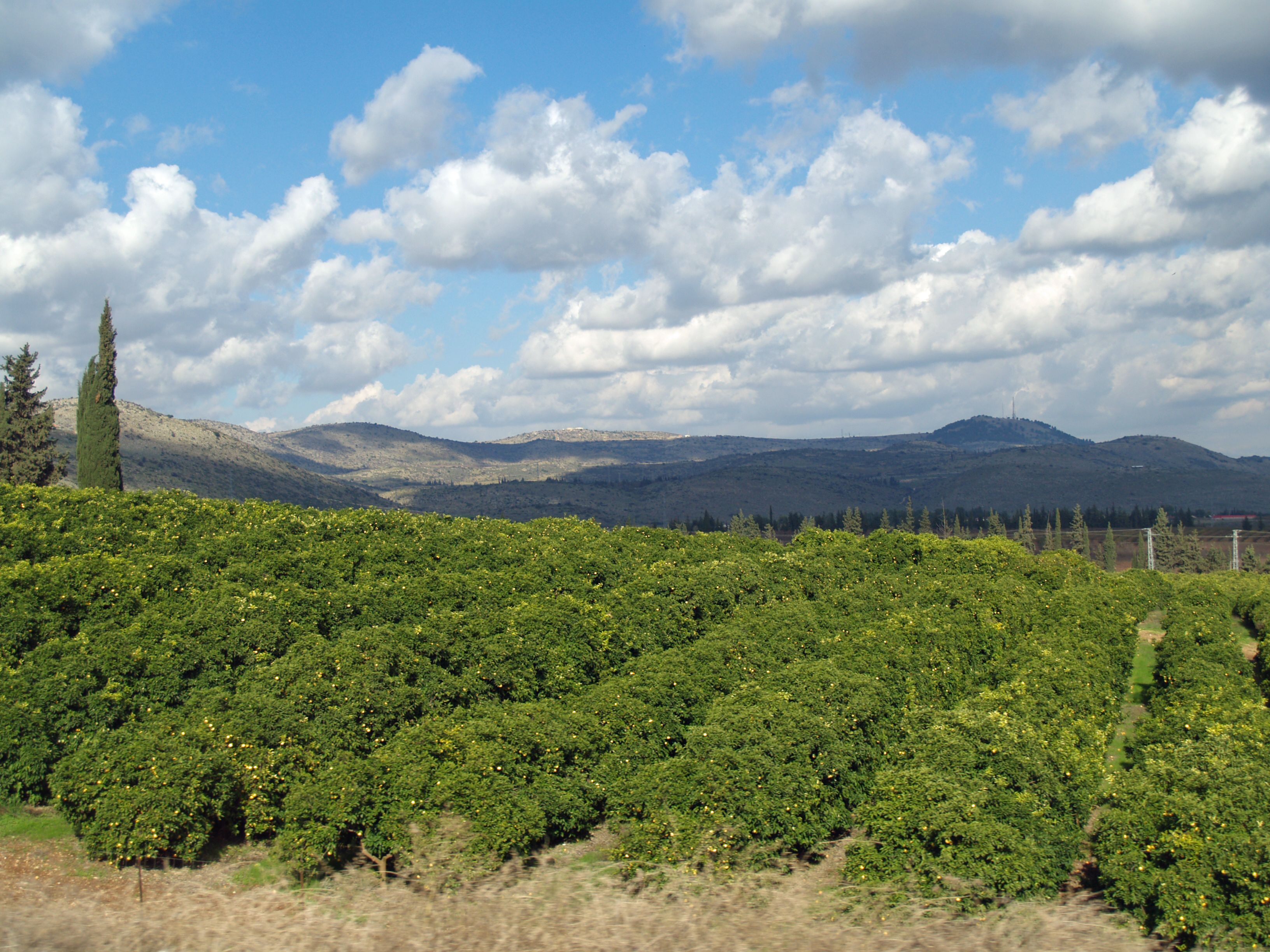
Лимонний сад у Галілеї, Ізраїль

При вирощуванні лимонні дерева вимагають відстані близько 7 м один від одного, при чому продуктивність падає у зарослих садах. Дерева обрізають в молодому віці й дотримуються висоти до 3—4 м. Кожні 10—12 років дерева піддаються значному обрізанню або замінюють на нові. Вимагають прополювання від бур'янів, гербіциди негативно впливають на лимонні дерева.
Через майже безперервний ріст лимони чутливі до холоду і важко відходять від заморозків. При температурі нижче −4 °C дерево скидає листя, а при температурі нижче −7 °C відбуваються серйозні пошкодження дерева[джерело?]. Квіти та дрібні плоди гинуть при температурі нижче 0 °C, а стиглі плоди пошкоджуються при −2 °C. З іншого боку лимони добре переносять прохолодне літо, на відміну від апельсинів, які в таких умовах не можуть повністю достигнути. Загальна чутливість до холоду, однак, дозволяє лимонним деревам рости за межами вузької кліматичної зони.
З точки зору вологості, лимонні дерева переносять як суху, так і вологу погоду, але під час тривалої посухи, лимони слід поливати.
Вимоги до ґрунту у лимонних дерев невисокі: вони можуть рости на бідних ґрунтах, втому числі на піщанистих і глинястих.
Лимони легко розводити з насіння. Деякі з різновидів (Меєр) здатні розмножуватися живцями від дорослих дерев. Таким чином посаджені лимонні дерева починають плодоносити на 2—3 роки раніше, ніж дерева, вирощені з насіння, та здатні давати урожай протягом 30 років.

### Зберігання та транспортування лимонів

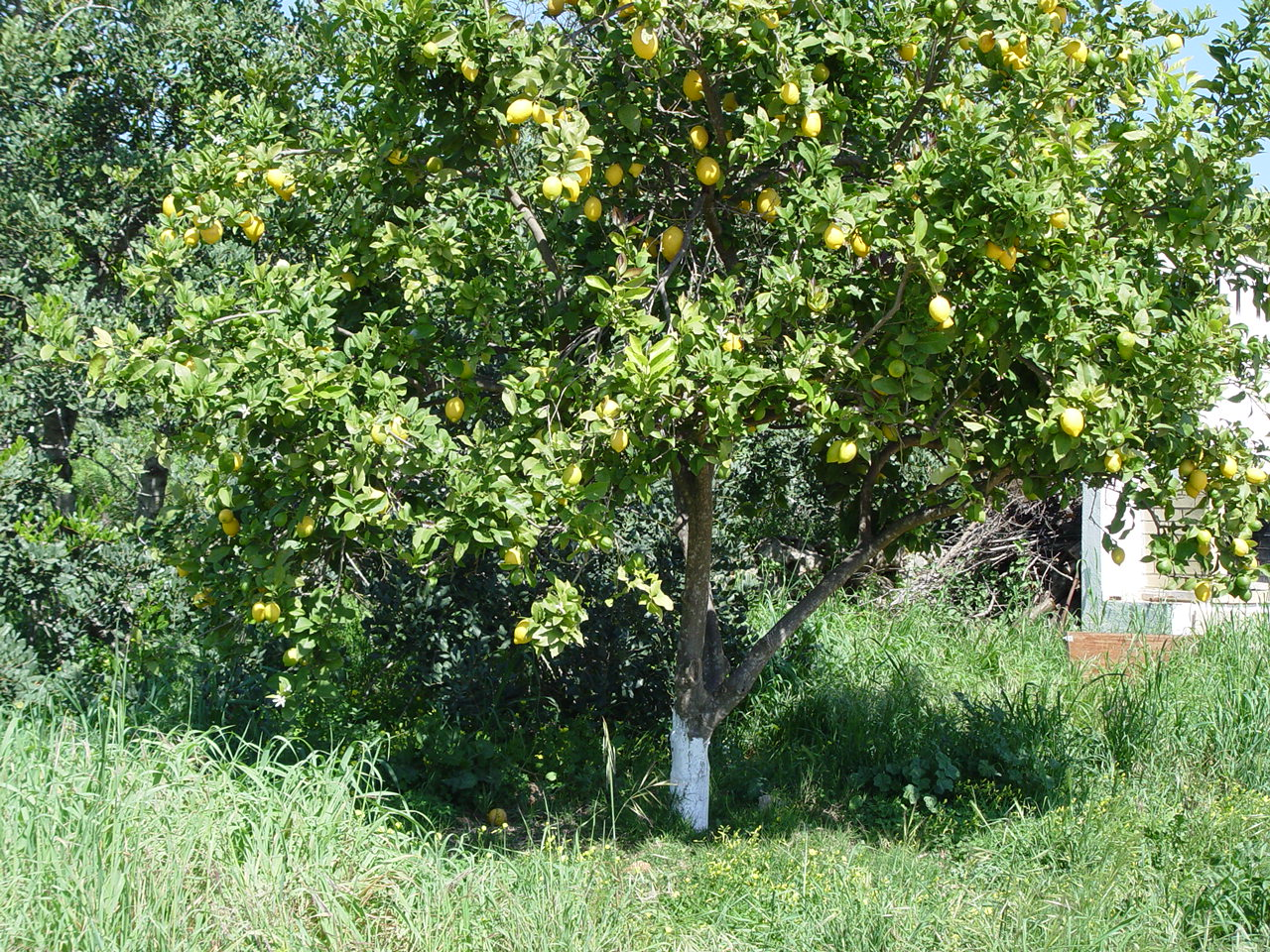
Лимонне дерево

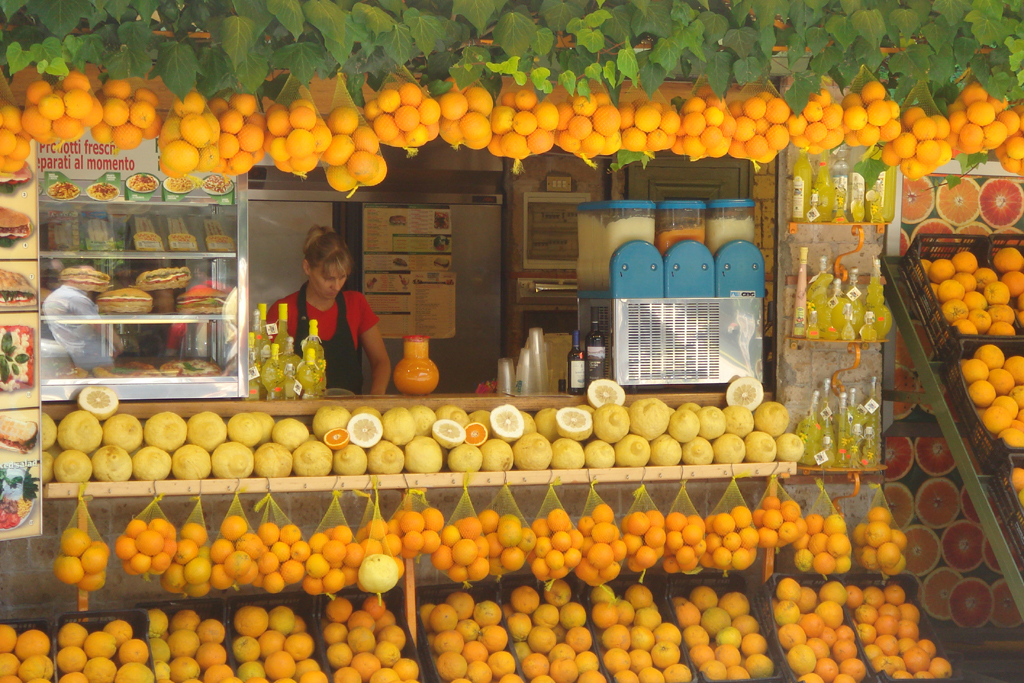
Цитрусова крамниця у Помпеї

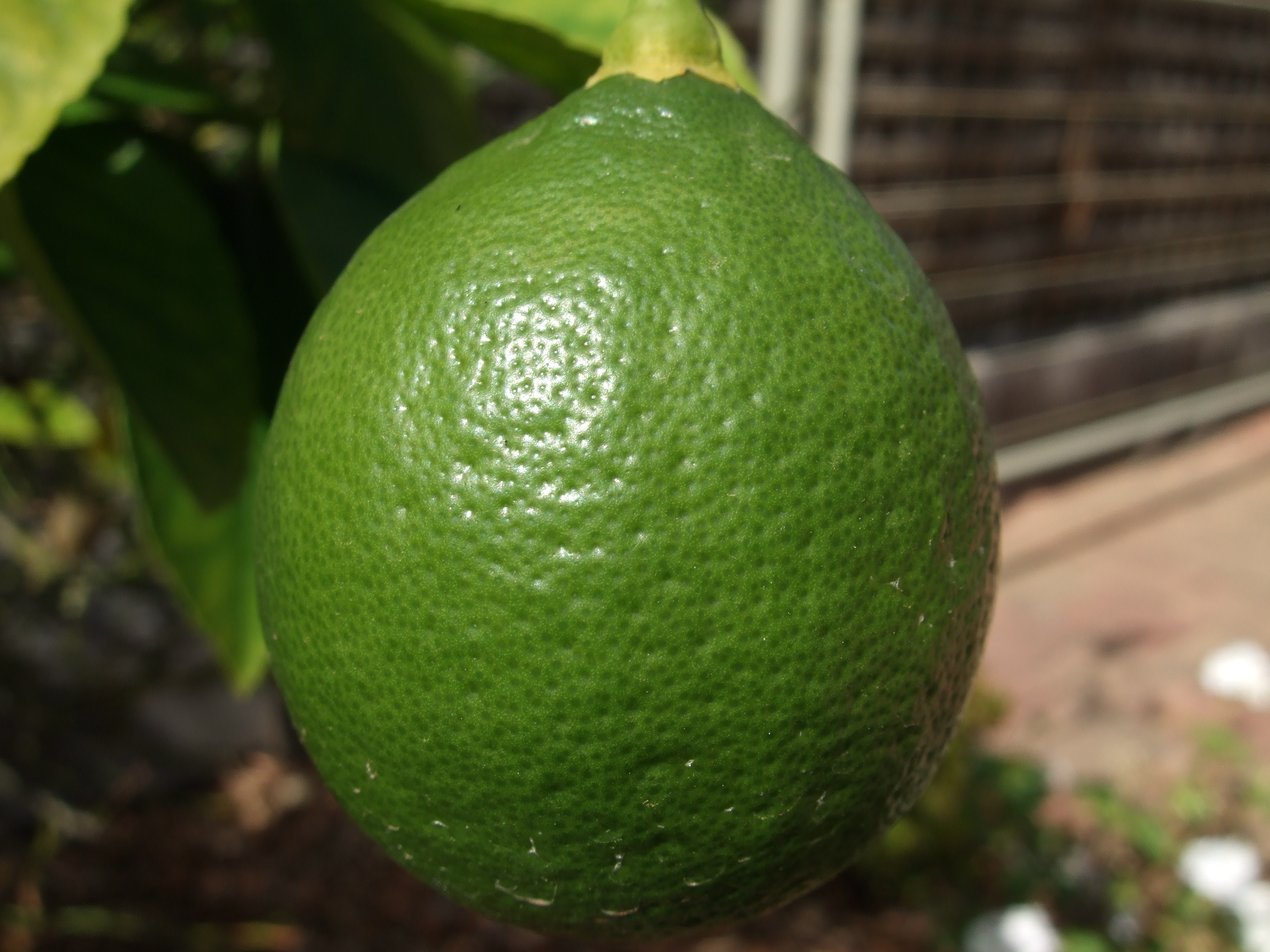
Лимон в процесі дозрівання

Країни-виробники експортують лимони практично цілий рік. Терміни дозрівання значно впливають на форму, будову та споживчі властивості плодів.
Ступінь стиглості цитрусових до моменту збирання врожаю є найважливішим фактором, що визначає їх смакові якості. Лимони не покращують свої смакові якості після збору врожаю. Вони практично не містять крохмалю, не змінюють помітно свій хімічний склад після того, як були зняті з дерева (як це, наприклад, відбувається з яблуками, грушами і бананами). Дозрівання цитрусових фруктів — це повільний, поступовий процес, тісно пов'язаний зі збільшенням їхнього розміру та маси. Незрілий плід має грубий смак, дуже кислий або терпкий, має щільну і жорстку м'якоть. Перезрілі фрукти стають млявими, позбавленими смаку, погано переносять перевезення, мають короткий час зберігання і продажу.
Плоди мають темно-зелений колір від зав'язків до того часу, поки вони не досягнуть повного розміру і остаточно дозріють. Після цього зміна їхнього кольору може відбуватися дуже швидко. Зміна кольору сильно залежить від коливань температури. Зміна кольору лимонів і грейпфрутів відбувається однаково, хоча остаточний колір лимона жовтий. Несприятливі погодні умови можуть затримати досягнення кольору стиглості, навіть якщо плід зрілий.
Грейпфрути, лимони, мандарини та інші екзотичні фрукти можуть бути досить стиглими для споживання, хоча вони й не досягли кольору стиглості. Через те що покупець звик до характерного кольору плоду, фрукти слабо вираженого кольору піддаються процесу фарбування та відзеленення (видалення зеленого забарвлення) у спеціальних камерах.
Лимони перед відзелененням миють та сортують за кольором. Видалення зеленого забарвлення (або повне дозрівання) цитрусових за допомогою етилену і (або) теплової обробки проводиться згідно з приписами національних нормативних документів.
Подальша обробка цитрусових включає наступні операції:
- Мийку плодів;
- Калібрування (по найбільшому поперечному діаметру);
- Обробку речовинами, що перешкоджають розвитку хвороб (антисептиками);
- Обробку речовинами, що запобігають втрати вологи з поверхні плодів (восками);
- Зберігання і транспортування.

Лимони, переважно, збирають у період найменшого їх споживання і зберігають до тих пір, поки запити споживача не будуть задоволені кількістю товару. Лимони найчастіше зберігають в регіонах збирання врожаю, а не в регіонах їхнього споживання — при температурі 15 °C і відносній вологості 86—88 %.
Фрукти, завантажені в фургони, вантажівки і вагони, укладають в пов'язані між собою блоки з зазорами між ними, що гарантує достатню циркуляцію повітря, рівномірну температуру і постійне навантаження. Таке укладання забезпечує утворення повітряних каналів, що проходять всередині вантажу. У трейлерах і контейнерах, які забезпечують циркуляцію повітря знизу вгору, підтримується рівномірна по всьому об'єму вантажу температура.

## Сорти

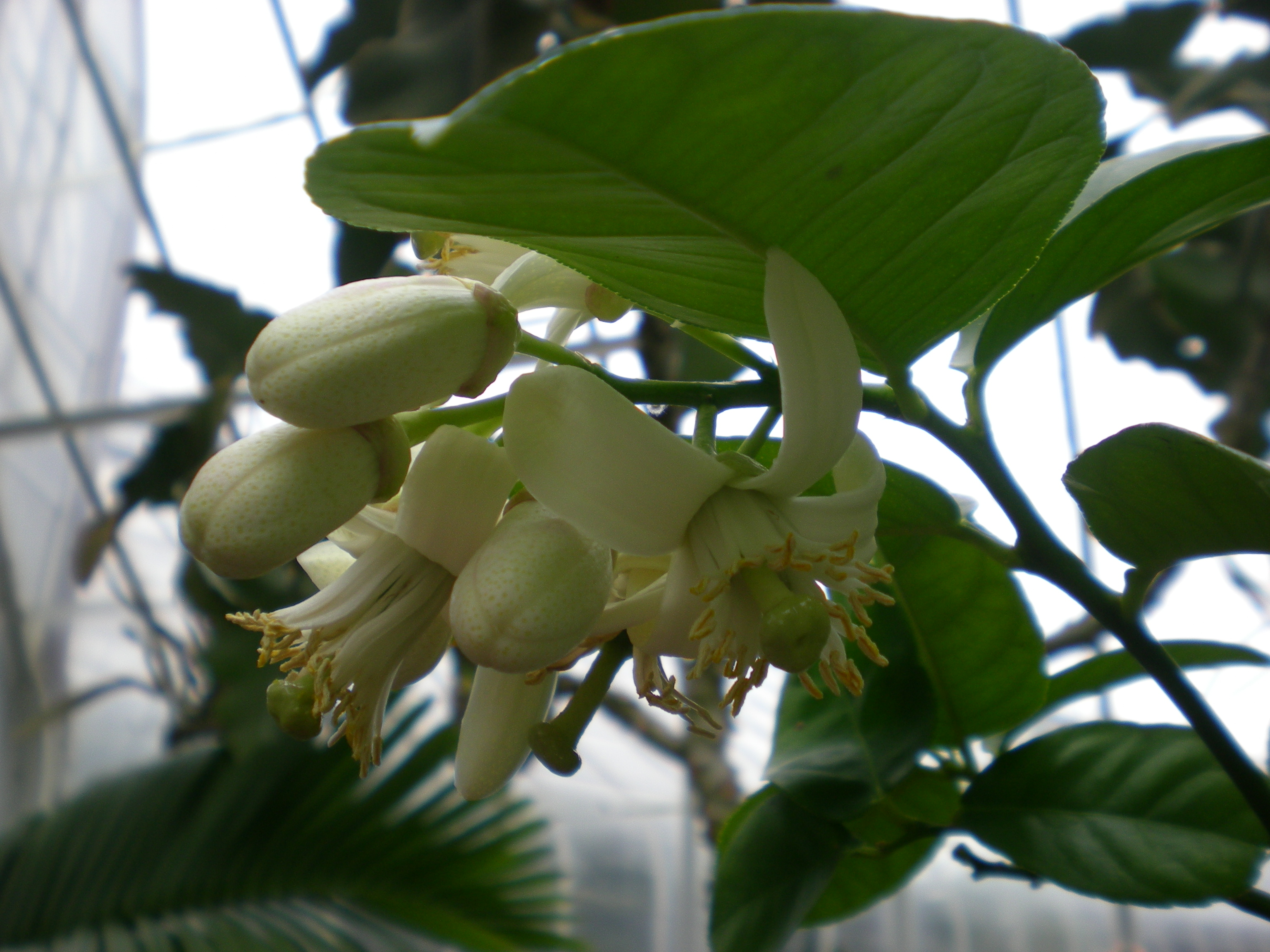
Квіти лимона

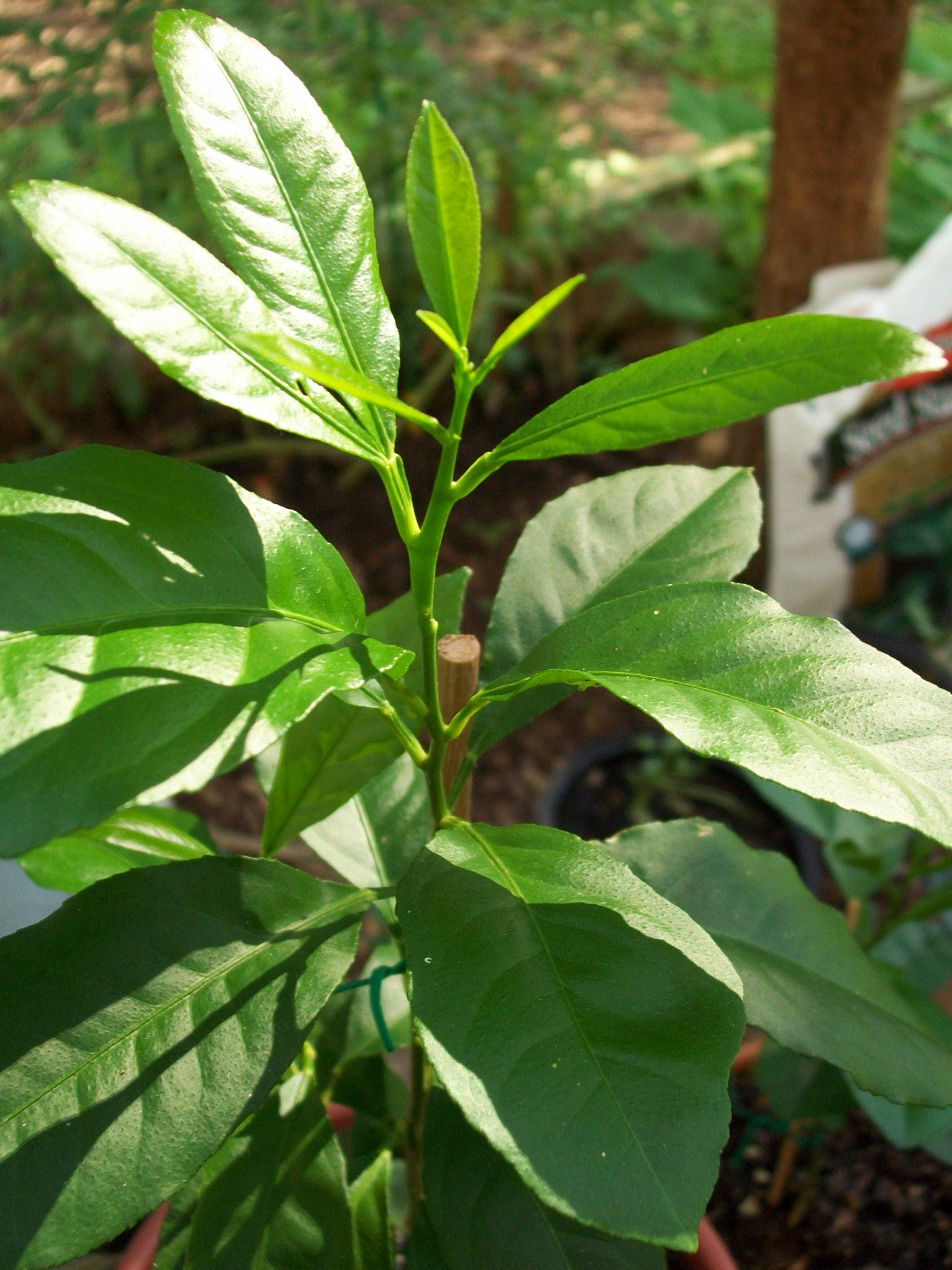
Розсада лимона

- Буш

Росте у дикому вигляді в субтропіках Австралії. Плоди дуже тверді, мають товсту шкірку, цедра підходить для використання у кулінарії. Виростає приблизно до 4 м висотою на сонячних місцях.
- Eureka[15]

Через рясне плодоношення протягом року є найпопулярнішим лимоном у супермаркетах.
- Лісбон[17]

Хорошої якості гіркий лимон з високим рівнем соку і кислоти, плоди Лісбон дуже схожі на Eureka. Плодоносні дерева дуже тернисті, особливо в молодому віці.
- Меєр[18]

Щось середнє між лимоном і, можливо, апельсином або мандарином, був названий на честь Френка Н. Меєра, який першим відкрив його в 1908 році. Тонкошкірі та трохи менше кислі, ніж Eureka і Лісбон, лимони Меєра вимагають ретельнішого догляду при транспортуванні й не вирощуються широко з комерційною метою. Лимони Меєра мають набагато тоншу шкірку, а часто при достиганні набувають жовто-оранжевого кольору. Лимони Меєра трохи стійкіші до морозу, ніж інші лимони.
- Пондероза[19]

Вважають гібридом лимона з помпельмусом. Має дуже великі з товстою шкіркою плоди, м'якоть яких нагадує м'якоть апельсина — вона бліда і не така кисла, як у звичайних лимонів. Дерева дуже витривалі й можуть витримувати морози.
- Verna

Іспанський сорт невідомого походження.
- Yen Ben

Австралійський сорт.
- Юзу[21]

Культивується в Японії та Кореї протягом століть, Плоди юзу схожі на невеличкі грейпфрути з середнім діаметром 5—10 см, мають ароматну шкірку жовтого або помаранчевого кольору, яка легко відділяється, та м'якоть, яка має дуже кислий смак, схожий на лимон з нотками грейпфрута. Дерево використовують як підщепу для інших цитрусових, щоб збільшити їхню морозостійкість.
- Дженоа

Слаборосле деревце без колючок. Дуже урожайний сорт. Якість плодів вища, ніж в інших сортів. В році квітне кілька разів.
- Новогрузинський

Відрізняється холодостійкістю і врожайністю. Має ніжний сильний запах. Плоди майже без насіння. Плодити починає пізніше за Павлівський лимон. Квітне і плодоносить протягом цілого року (сорт ремонтантний). Дерева сильнорослі з розкидистою кроною і великою кількістю колючок.
- Павлівський

Тіневитривале деревце заввишки 1,5—2 м. Плоди з середньою вагою до 150 г, інколи до 500 г. Плоди тонкошкірі та запашні. Отримав свою назву за те що вже понад 100 років вирощується у м. Павлово, Нижньогородська область, Росія. Пристосований до кімнатних умов, навіть зі слабким освітленням.
- Ювілейний

Трохи солодший за звичайний лимон, вони досягають в діаметрі 20 см і можуть важити від 200 до 1000 г.
- Майкопський

Цей лимон не має колючок і дуже добре плодоносить. Середньорослий сорт, трохи вищий за 1,5 м. Плоди тонкошкірі, шорсткі, подовженої форми, з вираженим ароматом. Маса плодів 130—140 г.

## Використання

### Кулінарія

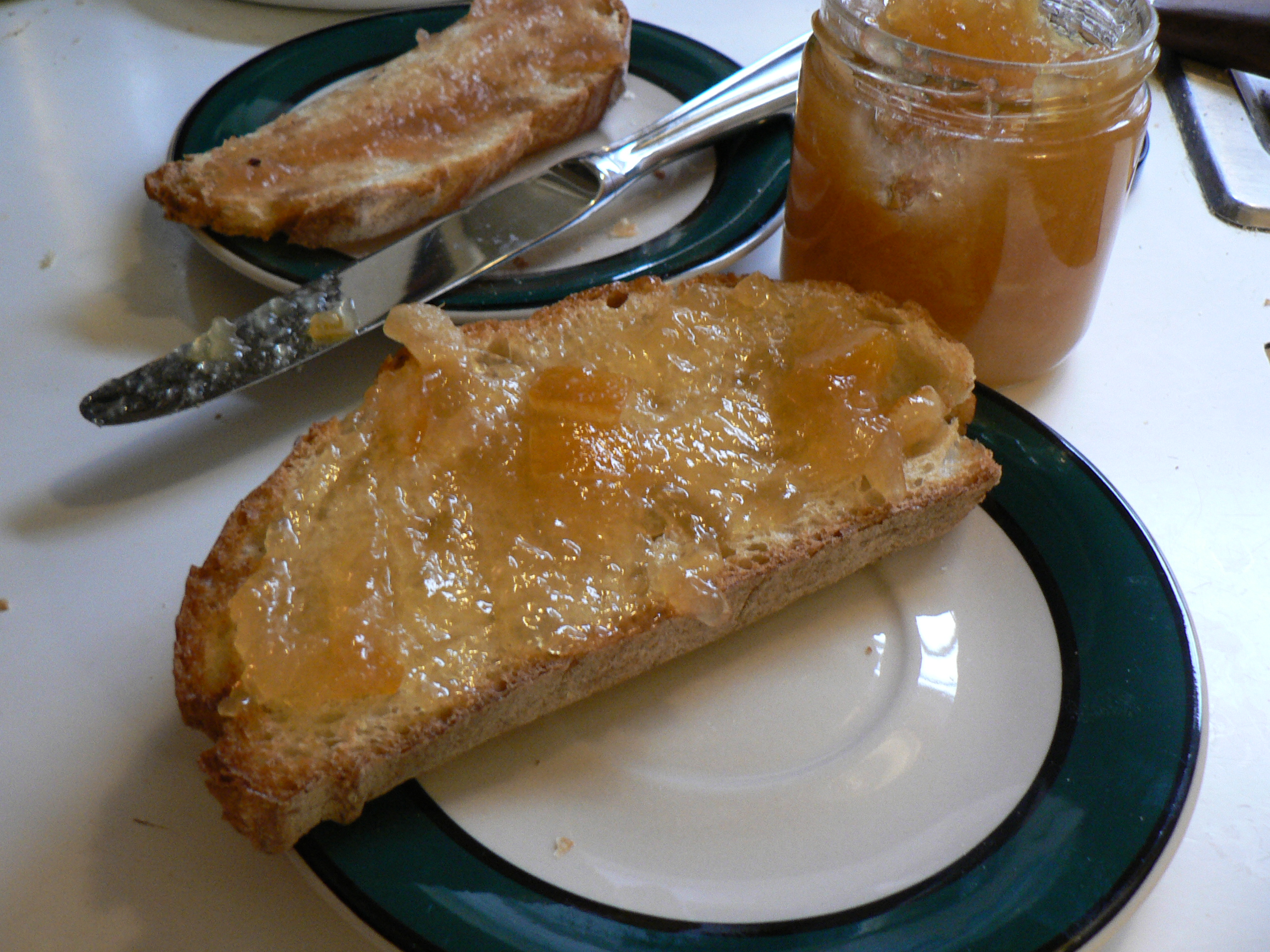
Лимонний мармелад на скибці хліба

Лимонний сік, шкірку і цедру широко використовують у приготуванні їжі:
- Лимонний сік використовують для виготовлення лимонаду, інших безалкогольних напоїв, для маринадів для риби та м'яса, де кислота частково гідролізує жорсткі волокна колагену, пом'якшує м'ясо, але через низький рівень pH денатурує білки, викликаючи їх висихання при кулінарній обробці. Лимонний сік також використовують як короткостроковий консервант для певних продуктів, які, як правило, окислюються і стають коричневими після нарізання, таких як яблука, банани та авокадо. Лимонна кислота денатурує ферменти, які викликають потемніння. Лимонний сік і шкірку використовують, щоб зробити мармелад та лимонний лікер.
- Лимон є основою для виготовлення італійського лікеру лімончелло.
- Скибочки лимона і лимонну шкірку використовують як гарнір у стравах та напоях.
- Лимонну цедру використовують для додавання аромату випічці, пудингам, стравам з рису та іншим стравам.
- Солоні лимони вважаються делікатесом у марокканській кухні.

#### Харчова цінність

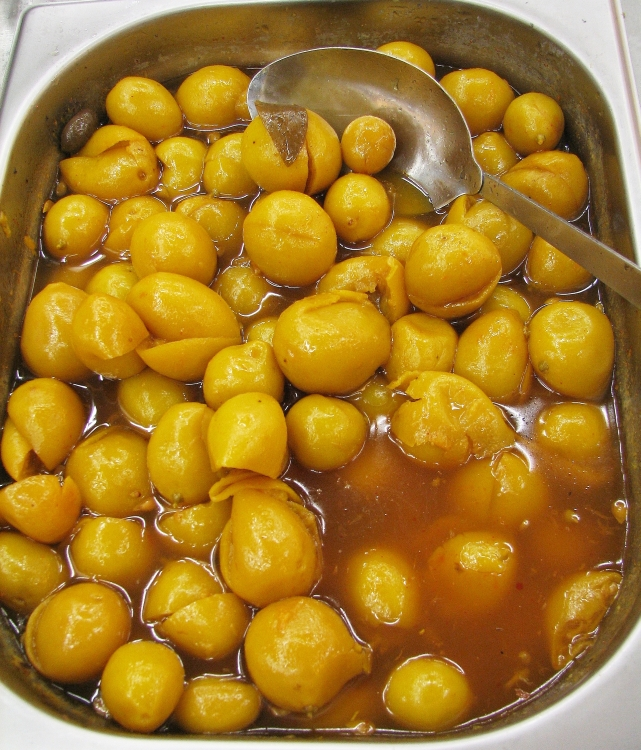
Солоні лимони, марокканський делікатес

Середній лимон містить приблизно 3 столові ложки соку. Лимони залишені без охолодження протягом тривалого проміжку часу, вразливі до плісняви.
Таблиця показує приблизний вміст вітамінів, мікроелементів та інших компонентів, що містяться в плодах лимона.
| Компонент            | Одиниця вимірювання | Приблизний вміст | Мікроелемент (мг/100 г) | Приблизний вміст | Компонент (мг/100г) | Приблизний вміст |
| -------------------- | ------------------- | ---------------- | ----------------------- | ---------------- | ------------------- | ---------------- |
| вода                 | г/100 г             | 86,3             | Na                      | 5                | вітамін C           | 58               |
| білки                | г/100 г             | 1,0              | K                       | 150              | вітамін D           | 0                |
| жири                 | г/100 г             | 0,3              | Ca                      | 85               | вітамін E           | -                |
| вуглеводи            | г/100 г             | 3,2              | Mg                      | 12               | вітамін B6          | 0,11             |
| загальний азот       | г/100 г             | 0,16             | P                       | 18               | вітамін B12         | 0                |
| волокна              | г/100 г             | -                | Fe                      | 0,5              | вітамін A           | 0,018            |
| жирні кислоти        | г/100 г             | 0,2              | Cu                      | 0,26             | тіамін              | 0,05             |
| холестерин           | г/100 г             | 0                | Zn                      | 0,1              | рибофлавін          | 0,04             |
| енергетична цінність | кДж/100 г           | 79               | Mn                      | -                | ніацин              | 0,2              |

### Медицина
Основні біологічно активні речовини м'якоті плодів лимона — це лимонна кислота (до 10 %), аскорбінова кислота (до 100 мг і вище), вітаміни групи B, каротиноїди, флавоноїди, цукри. Кумарини сконцентровані переважно у шкірці, крім того, шкірка містить значні кількості гесперидину. У білому внутрішньому шарі під поверхневою шкіркою переважають пектини. Плоди багаті на калій. У складі ефірної олії (яка міститься переважно у поверхневій частині шкірки) близько 70 % лимонену, до 6 % цитралю, геранілацетат та інші компоненти.
Ефірну олію застосовують в ароматерапії як заспокійливий та гіпотензивний засіб. Наукове дослідження, яке провели дослідники з Університету штату Огайо, показало, що лимонний аромат олії, яку використовували в ароматерапії не впливає на імунну систему людини, але покращує настрій.
Розбавлений сік лимона стимулює утворення жовчі, звільняє організм від кальцієвих відкладень при метаболічних артритах, подагрі, регулює масу тіла, зменшує ймовірність закрепів. Позитивно впливає на стан щитоподібної залози. Низький рівень pH соку лимона робить його антибактеріальним.

### Ризики при використанні лимона
- Лимон має фотосенсибілізаційні властивості. При застосуванні лимонного соку на шкіру, плями можуть з'являтися після контакту з сонцем. Є дві реакції: фототоксичність і фотоалергія.
- Лимон може викликати опіки слизових оболонок, якщо його сік або ефірну олію використовувати у надмірних кількостях. Можна отримати опіки слизової стравоходу, шлунка та ін.
- При регулярному споживанні лимонний сік може викликати демінералізацію емалі зубів.

### Рослини із лимонним запахом
Багато рослин мають схожий на лимон запах або смак:
- Деякі сорти базиліку
- Цимбопогон — лимонна трава, лемонграс
- Меліса лікарська — лимонна м'ята, меліса лимонна
- Лимонник
- Мирт лимонний (лат. Backhousia citriodora) — поширена альтернатива лимона[25]. Подрібнене та висушене листя містить харчову ефірну олію із сильним, солодким смаком лимона, але не містять лимонної кислоти. Лимонний мирт популярний у харчових продуктах, які згортаються від лимонного соку, наприклад, морозиво.
- Лимонний чебрець
- Вербена лимонна (лат. Aloysia citrodora)
- Лайм — часто використовують замість лимонів
- Деякі сорти м'яти

### Страви та напої з лимоном
- Авголемоно
- Фруктовий крем
- Квашені лимони
- Лимонад
- Мартіні крапля лимона
- Лімончело